# 本杰明·加瓦农
本杰明·加瓦农（Benjamin Gavanon，1980年8月9日—），是一名法国职业足球运动员，司职防守中场。现在效力于中国足球甲级联赛球队深圳红钻。

## 职业生涯
加瓦农出生在法国马赛，在家乡球队马赛足球俱乐部开始职业足球生涯。但在马赛队他只是球队的边缘人物，6个赛季仅为球队上场3次，总时间为7分钟，其中联赛仅出场1次。2003年1月加维农曾被租借到英格兰第二级别球队诺丁汉森林，但也没有得到出场机会。
加瓦农从英格兰回到法国后，马赛决定不和他续约。加瓦农转投法国足球乙级联赛球队南锡，签约2年。他的表现非常出色，帮助南锡在2004/05赛季升级到法甲联赛，他也和球队续约2年。之后的几个赛季，加维农都是南锡征战法甲联赛的主力球员，2009年租借到另一支法甲球队索肖。2011年7月3日，加维农转会加盟法乙球队亚眠。
2012年2月29日，中国足球甲级联赛球队深圳红钻宣布和加瓦农签订一份2+1的合同。 加瓦农作为中场核心表现出色。
2013年由于后防线流失主力，加瓦农被后置担任出球中后卫。身体素质并不适合中后卫位置的加瓦农在这个位置上勉为其难，失去了原本在中场的光芒。